# 广东信息工程职业学院
广东信息工程职业学院，简称广信学院，成立于2012年2月，是经广东省人民政府批准、国家教育部备案，由广东省教育厅主管的全日制普通高等学校，学校代码为14427。

## 院系设置
- 经济管理系
- 信息技术系
- 工程技术系
- 公共课教学部
- 思想政治理论课教学部
- 继续教育学院